# Erwinotypie

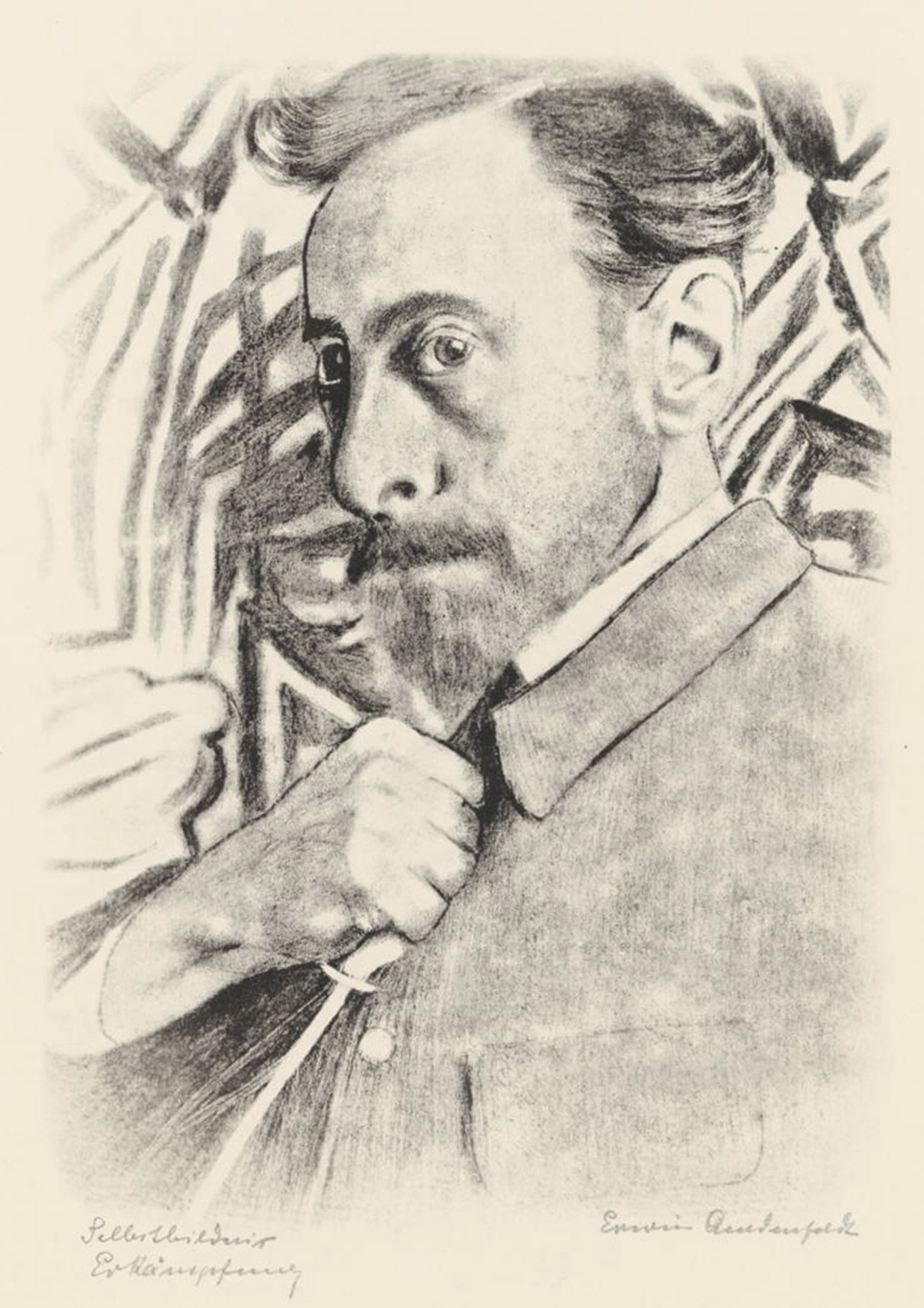
Erwin Quedenfeldt, Selbstbildnis in seiner Schrift Lichtzeichnungen, 1919

Die Erwinotypie, in der Literatur auch als Erwinoverfahren bezeichnet, ist ein von Erwin Quedenfeldt um 1915 entwickeltes, nach seinem Vornamen benanntes und mit dieser Bezeichnung patentiertes, fotomechanisches Kunstdruckverfahren.
Er versuchte, sein Verfahren durch Lizenzierung zu verbreiten, hatte dabei aber so gut wie keinen Erfolg, weshalb er es schließlich im November 1921 mit allen Nutzungsrechten an den niederländischen Fotografen Henri Berssenbrugge exklusiv lizenzierte.
Typisch für die Erwinotypie ist die im Vergleich mit anderen Kunstdruckverfahren der damaligen Zeit einzigartig starke Mischung von Methoden der fotomechanischen Reproduktion mit künstlerisch-grafischen Bearbeitungsweisen, wie Schaben, Kratzen oder Schleifen auf der Druckmatrize und deren unterschiedlich-farbige Einfärbung während des Druckprozesses. Erwinotypien aus ein und derselben Auflage haben deshalb einen stärker ausgeprägten Unikatcharakter als Abzüge aus anderen Dye-Transfer-Verfahren.
Quedenfeldt selbst beschrieb sein Verfahren in einer Werbeanzeige zusammenfassend: „Erwinodruck ist Umdruck mit dem Handballen, ein- und mehrfarbig und ohne klebrige Oelfarben, Leinöl, Bromöl. Saug-, Staub- oder Aetzprozeß. Lizenzen vergibt nur an Künstler. arbeitende Lichtbildner Dr. Erwin Quedenfeldt, Wien XIII, Trazerberggasse 9“.
Aus technischer Sicht ist die Erwinotypie ein fotomechanisches Quell-Relief und gehört – wie alle Dye-Transfer-Methoden – zur Gruppe der fotomechanischen Reliefdruck-Prozesse.